# Loranta
Loranta – wieś w Rumunii, w okręgu Bihor, w gminie Brusturi. W 2011 roku liczyła 50 mieszkańców.